# Pareumenes taiwanus
Pareumenes taiwanus är en stekelart som först beskrevs av Jinhaku Sonan 1938.  Pareumenes taiwanus ingår i släktet Pareumenes och familjen Eumenidae. Inga underarter finns listade i Catalogue of Life.